# 拉斯季夫
51°7′5″N 24°25′50″E / 51.11806°N 24.43056°E
拉斯季夫（烏克蘭語：Растів），是烏克蘭的村落，位於該國西部沃倫州，由科韋利區負責管轄，面積1.34平方公里，海拔高度185米，2001年人口243，人口密度每平方公里181.48人。